# Виценовский, Юрий Семёнович
Юрий Семёнович Виценовский (1924—1943) — советский подпольщик в годы Великой Отечественной войны, участник антифашистской комсомольской организации «Молодая гвардия».

## Биография
Родился 23 февраля 1924 год в городе Шахты (по другим данным — в Новошахтинске) Ростовской области в семье учительницы Марии Александровны (в девичестве Бурлуцкой) и горного инженера Семёна Яковлевича Виценовского, заведующего шахтой № 7. Через два года в семье родился второй сын — Леонид.
В 1925 году семья переехала в город Краснодон, где в 1931 году Юрий поступил учиться в школу № 1 имени А. М. Горького. После окончания четырёх классов, перешёл в школу № 4. Десять классов окончил в средней школе имени Ворошилова в городе Краснодоне. В 1938 году стал членом ВЛКСМ.
После начала Великой Отечественной войны, с осени 1941 года, работал на строительстве оборонительных сооружений. Летом 1942 года Юрий пытался эвакуироваться, но попал в окружение, вынужден был вернуться и находился в оккупации. В сентябре 1942 года он вступил в «Молодую гвардию». По заданию организации работал слесарем на шахте № 1 «Сорокино», участвовал в антифашистских акциях.
Избежав ареста подпольщиков в начале января 1943 года, Юрий вместе с Анной Соповой готовил освобождение арестованных товарищей. Но сам был 28 января был арестован и 31 января сброшен в шурф шахты № 5.
Похоронен Юрий Виценовский в братской могиле героев «Молодой гвардии» на центральной площади города Краснодона.
В личных архивных фондах государственных хранилищ СССР имеются документы, относящиеся к Ю. С. Виценовскому.

## Награды
Посмертно награждён медалью «Партизану Отечественной войны» I степени.